# Батурин, Герасим Алексеевич
Герасим Алексеевич Батурин (январь,1750 или март 1752, Рязанская губерния — до ноября 1807) — русский военачальник, генерал-лейтенант.

## Биография
Родился в 1750 году в Рязанской губернии в деревне Пирогов Спасского уезда. Учился в Артиллерийском и инженерном Кадетском корпусе. Произведен каптенармусом в 1763. В 1765 выпущен штык-юнкером в 1-й Канонирский полк, подпоручик (1768). Участвовал в осаде и штурме Бендер, взятии Перекопа, штурме Кафы. Адъютант (1771). В 1772 произведен в поручики и назначен в понтонную роту, с которой в 1773 и 1774 годах находился «при отдельном от 2-й армии посте у пролива Эничагаон». В 1776 награжден чином капитана и назначен начальником над мастеровыми Петербургского арсенала. В 1783 участвовал в экспедиции через Главный Кавказский хребет. В 1784 пожалован чином майора и переведен во 2-й Канонирский полк, откуда в 1787 его переместили на должность асессора в Артиллерийскую и фортификационную контору. Затем служил в Фузелерном полку. В 1797 получил чин генерал-майора. В этом же году награжден орденом Св. Анны 2-й ст. и назначен шефом артиллерийского батальона, носящем его имя. Генерал-лейтенант (1798), и награжден за 25 лет беспорочной службы орденом Св. Георгия 4-й ст. В 1800 г. Высочайшим приказом отставлен от службы с правом ношения мундира. Умер в 1807 году.

### Семья
- Жена — Замыцкая Анна Николаевна (1760—1839).[2]
- Дети — Сергей и Фёдор.[3]

## Награды
- Награждён орденом Св. Георгия 4-й степени (№ 1518; 26 ноября 1803).
- Также награждён другими орденами Российской империи.